# Défilé du Père Noël
 (septembre 2022).
« Parade de Noël » redirige ici. Pour les autres significations, voir La Parade de Noël Disney.

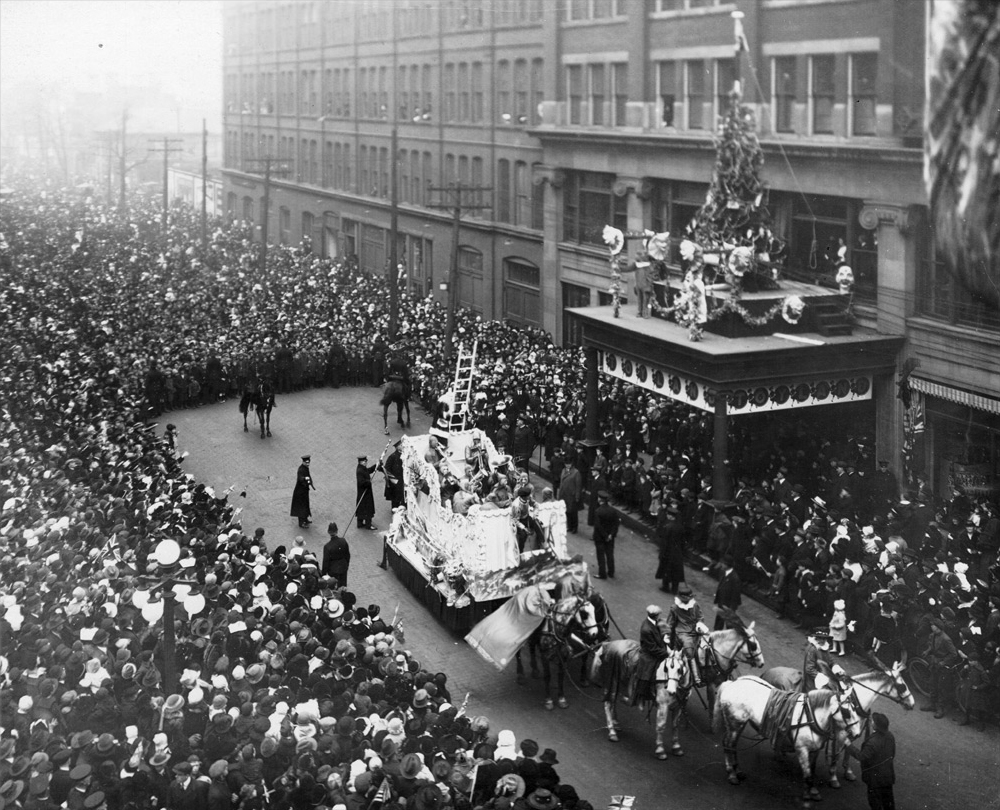
Parade du Père Noël, Toronto, 1918. Arrivé au magasin Eaton, le Père Noël ajuste son échelle pour grimper sur le toit de l'entrée.

Le défilé du Père Noël est un défilé annuel célébrant l'approche de Noël avec l'arrivée du Père Noël. Souvent, le défilé inclut des musiciens jouant des chansons de Noël et des groupes dansant sur ces airs.

## En Amérique du Nord
Les parades du Père Noël sont nombreuses en Amérique du Nord. Une des plus anciennes est celle de Toronto. La première a eu lieu le 2 décembre 1905. Commanditée par Eaton, l'événement ne présentait alors que le Père Noël. Il est depuis monté à 25 véhicules, 24 groupes musicaux et 1 700 participants. Il est télédiffusé par Global Television Network.
À Montréal, le défilé a lieu sur la rue Sainte-Catherine depuis 1995, reprenant une tradition initiée par Eaton en 1925, abandonnée en 1969. Fait particulier : la présence de la Fée des étoiles personnifiée par : Ima (2010, 2011), Marie-Mai (2012), Joannie Rochette (2013, 2014), Marie-Ève Janvier (2015, 2016), Vanessa Pilon (2017, 2018, 2019). Le défilé est remplacé par des jeux en 2020. Il est d'habitude diffusé sur les ondes du réseau TVA.

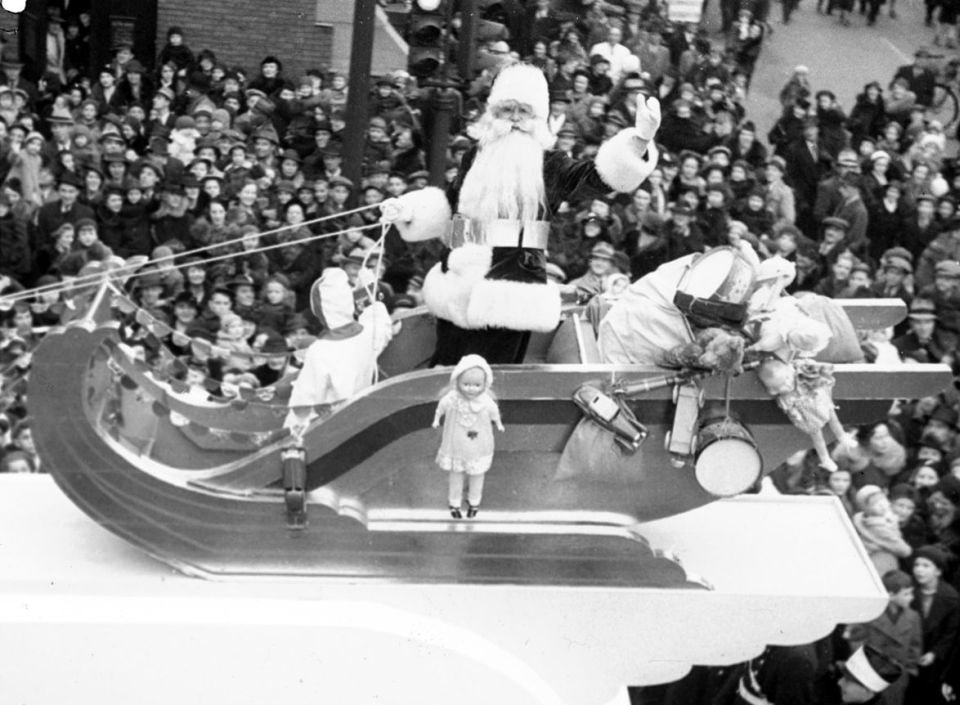
Montréal, 1945
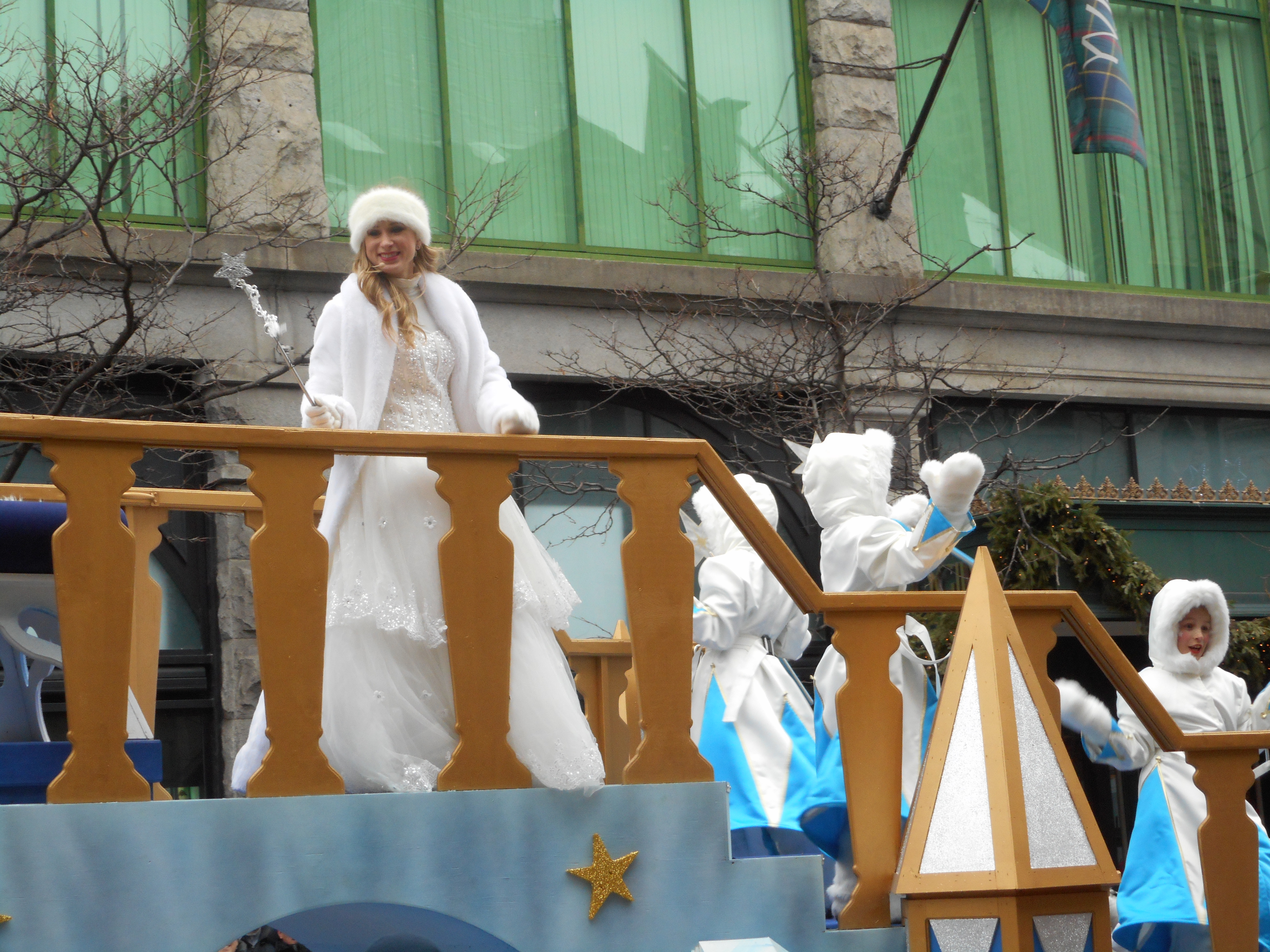
Joannie Rochette, 2014
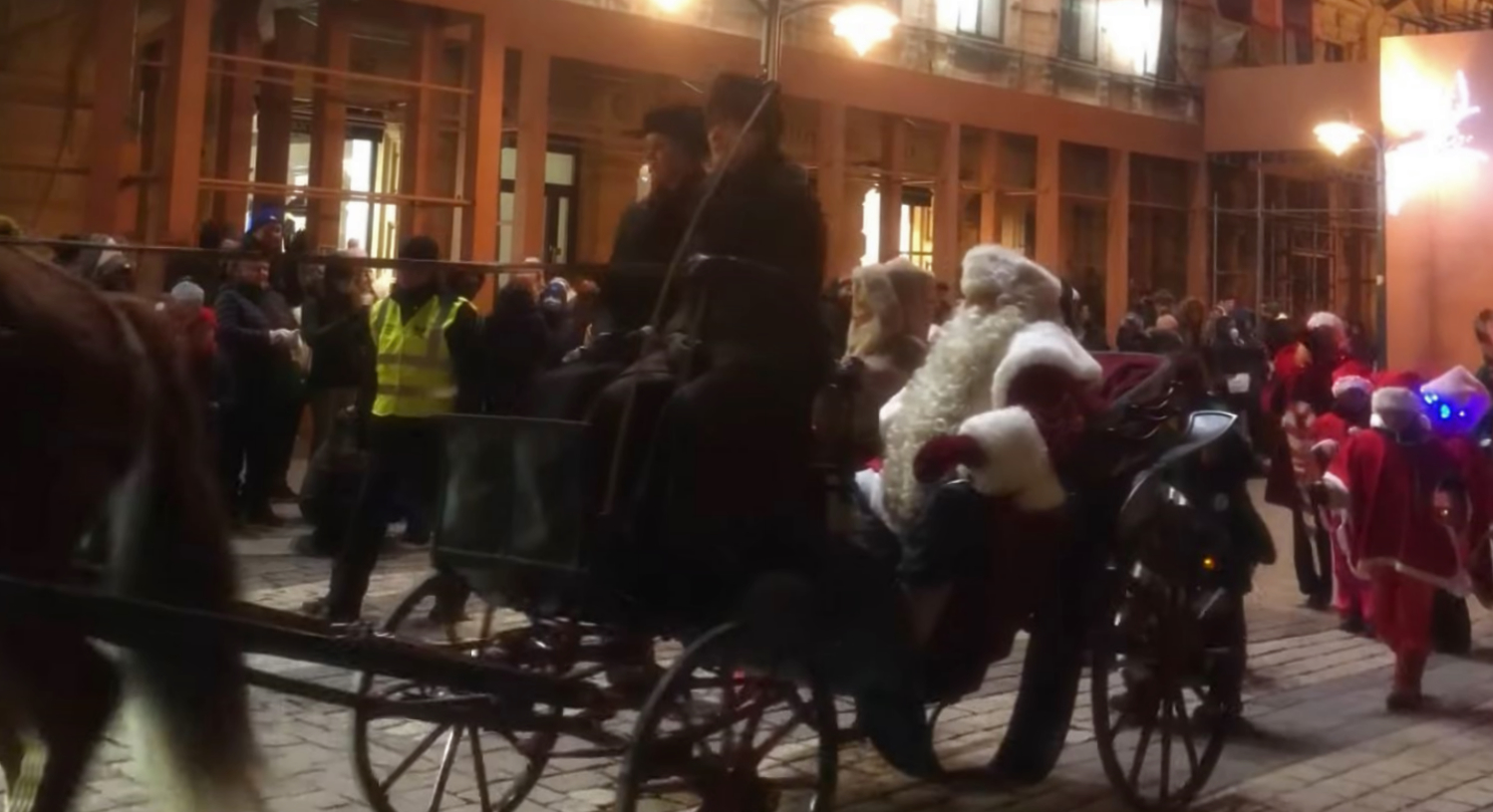
Helsinki, 2021